# Список умерших в 1972 году
В этой статье представлен список известных людей, умерших в 1972 году.
- См. также: Категория:Умершие в 1972 году

## Январь
- 1 января — Морис Шевалье (83) — французский эстрадный певец и киноактёр.
- 2 января — Кирилл Андреев (70) — Герой Советского Союза.
- 2 января — Герасим Поликанов (64) — Герой Советского Союза.
- 3 января — Семён Калиновский (65) — российский скрипач.
- 3 января — Иван Седин (65) — советский партийный и государственный деятель.
- 3 января — Франс Мазерель (82) — бельгийский художник.
- 4 января — Иван Бабанов (60) — Герой Советского Союза.
- 6 января — Николай Волков (64) — Герой Советского Союза.
- 6 января — Дмитрий Петров (50) — Герой Советского Союза.
- 6 января — Владимир Шевченко (67) — Герой Советского Союза.
- 8 января — Янис Аккерман — русско-американский авиаконструктор, общественный деятель.
- 8 января — Фёдор Шурпин (67) — советский живописец.
- 10 января — Николай Ховрин (80) — один из руководителей моряков Балтийского флота в октябрьской революции 1917.
- 14 января — Фредерик IX (72) — король Дании с 20 апреля 1947 года.
- 15 января — Сергей Сидоров (77) — советский военачальник, генерал-лейтенант артиллерии.
- 15 января — Александр Штепенко (67) — штурман эскадрильи 746-го авиационного полка 3-й авиационной дивизии авиации дальнего действия, майор.
- 17 января — Нил Поздняков (73) — прокурор и член тройки НКВД по Алтайскому краю, гвардии полковник.
- 18 января — Дмитрий Дрычкин (69) — Герой Советского Союза.
- 19 января — Софья Акимова (84) — оперная и камерная певица, педагог.
- 23 января — Алексей Глаголев (70) — протоиерей, священнослужитель Русской православной церкви, Праведник мира.
- 23 января — Сергей Рябов (50) — Герой Советского Союза.
- 24 января — Виктор Чергин (50) — Герой Советского Союза.
- 25 января — Борис Алексеев (63) — Герой Советского Союза.
- 25 января — Ашот Налчан (67) — советский станкостроитель.
- 25 января — Яков Стерпул (58) — Полный кавалер ордена Славы.
- 26 января — Владимир Юровский (56) — советский композитор.
- 28 января — Дино Буццати (65) — итальянский писатель, журналист и художник.
- 28 января — Борис Зайцев (90) — русский писатель и переводчик.
- 28 января — Борис Ямпольский (59) — русский советский прозаик.
- 30 января — Джеральд Донаги[англ.] (17) — один из 14-и погибших во время событий Кровавого воскресенья.
- 31 января — Эрнест Бланк (77) — публицист, историк, писатель.
- 31 января — Матвей Захаров (73) — советский военачальник, Маршал Советского Союза, дважды Герой Советского Союза.

## Февраль
- 1 февраля — Григорий Гордеев (80) — советский государственный и партийный деятель, ответственный секретарь Казанского губернского комитета РКП(б) (1919—1920).
- 1 февраля — Карл Грюнберг (80) — немецкий писатель и журналист.
- 1 февраля — Виктор Домбровский (58) — русский советский астроном и астрофизик.
- 2 февраля — Юрий Корчёмкин (56) — учёный-физик, профессор, педагог.
- 2 февраля — Николай Певцов (62) — Герой Социалистического Труда.
- 4 февраля — Николай Иванов (47) — Герой Советского Союза.
- 6 февраля — Борис Шпитальный (69) — советский оружейный конструктор, Герой Социалистического Труда.
- 9 февраля — Николай Крылов (68) — советский военачальник, дважды Герой Советского Союза, Маршал Советского Союза.
- 9 февраля — Матвей Грубиян (62) — еврейский советский поэт. Писал на идише.
- 10 февраля — Иван Бутников — русский дирижёр и музыкальный педагог.
- 10 февраля — Пётр Кульбака (69) — партизан Великой Отечественной войны, Герой Советского Союза.
- 10 февраля — Альмукан Сембинов (47) — Полный кавалер Ордена Славы.
- 11 февраля — Виктор Бершадский (55) — русский советский поэт, прозаик-документалист.
- 11 февраля — Василий Морозов (59) — Герой Советского Союза, подполковник, командир 1227-го стрелкового полка.
- 11 февраля — Георгий Шаронов (45) — советский автогонщик.
- 16 февраля — Леонид Вандыш (76) — советский государственный и партийный деятель, ответственный секретарь Мурманского губернского комитета ВКП(б) (1926—1927).
- 16 февраля — Пётр Пастырев (50) — Герой Советского Союза.
- 16 февраля — Александр Уклонский (88) — минералог, геохимик, академик АН Узбекской ССР.
- 18 февраля — Никита Кайманов (64) — Герой Советского Союза.
- 19 февраля — Сергей Борзенко (62) — фронтовой корреспондент газеты 18-й армии «Знамя Родины» Северо-Кавказского фронта, полковник.
- 21 февраля — Георгий Адамович (79) — поэт-акмеист и литературный критик, переводчик.
- 21 февраля — Елизавета Алексеева (70) — советская актриса, народная артистка СССР.
- 21 февраля — Семён Левин (67) — полковник, Герой Советского Союза.
- 21 февраля — Бронислава Нижинская (81) — балерина и хореограф польского происхождения, младшая сестра выдающегося танцовщика Вацлава Нижинского.
- 22 февраля — Иван Наборский (58) — Герой Советского Союза.
- 23 февраля — Павел Мужицкий (69) — Герой Советского Союза.
- 24 февраля — Фёдор Кустов (67) — Герой Советского Союза.
- 25 февраля — Андрей Ерошкин — подполковник Советской Армии, участник Великой Отечественной войны, Герой Советского Союза.
- 25 февраля — Гуго Штейнгауз (85) — польский учёный, один из основоположников Львовской математической школы.
- 26 февраля — Хасан Иванов — Герой Советского Союза.
- 26 февраля — Йосеф Сапир (70) — израильский политик, депутат кнессета от партии Общие сионисты.
- 27 февраля — Густав Эдмунд Грюнебаум (62) — австрийский и американский востоковед.
- 29 февраля — Алексей Жильцов (77) — советский актёр, народный артист СССР.

## Март
- 1 марта — Леонил Эстрин (63) — российский кинорежиссёр.
- 2 марта — Татьяна Лукашевич (66) — советский кинорежиссёр.
- 4 марта — Вячеслав Лещёв (66) — советский актёр и звукооператор.
- 8 марта — Пётр Алексеев (79) — советский политический деятель, председатель Главного Суда Чувашской АССР (1926—1927).
- 8 марта — Афанасий Шеменков (76) — советский военный деятель, генерал-лейтенант. Герой Советского Союза.
- 9 марта — Борис Бычевский (69) — генерал-лейтенант инженерных войск СССР, автор мемуаров о Великой Отечественной войне.
- 9 марта — Арсен Мекокишвили (59) — советский борец вольного стиля, олимпийский чемпион.
- 9 марта — Владимир Хвостов (66) — советский историк, специалист по истории Нового времени и международных отношений.
- 10 марта — Александр Гинцбург (65) — советский кинооператор и режиссёр.
- 11 марта — Михаил Мочалов (51) — Герой Советского Союза.
- 12 марта — Василий Фесенков (83) — советский астроном, один из основоположников астрофизики, академик АН СССР.
- 14 марта — Джанджакомо Фельтринелли (45) — итальянский издатель и политик левого толка, руководитель организации «Группа партизанского действия»; известен тем, что опубликовал в Италии роман Бориса Пастернака «Доктор Живаго».
- 15 марта — Сергей Ивашуров (57) — Герой Советского Союза.
- 15 марта — Александр Лактионов (61) — советский художник, живописец.
- 16 марта — Евгений Бандуренко (53) — украинский советский поэт, сатирик, юморист.
- 16 марта — Иван Трухин (62) — Герой Советского Союза.
- 18 марта — Василий Василько (78) — советский украинский актёр и режиссёр.
- 20 марта — Анатолий Редин (54) — Герой Советского Союза.
- 22 марта — Арвид Скурбе (83) — военный РИА, латвийский лётчик.
- 23 марта — Зубаир Сайдулаев — Герой Социалистического Труда.
- 24 марта — Эльмар Китс (58) — эстонский художник.
- 24 марта — Аркадий Толбузин (51) — советский актёр театра и кино, сценарист.
- 25 марта — Иван Горчилин (63) — оператор-постановщик, режиссёр игрового и документального кино.
- 25 марта — Александр Шульгин (61) — Герой Советского Союза.
- 27 марта — Мауриц Эшер (73) — нидерландский художник-график.
- 28 марта — Александр Боженко (56) — Герой Советского Союза.
- 28 марта — Владимир Романов (48) — Герой Советского Союза.
- 28 марта — Рувим Фраерман (80) — советский детский писатель, автор повести «Дикая собака Динго, или Повесть о первой любви» (1939).
- 29 марта — Иларион (Огиенко) (90) — украинский учёный, политический и церковный деятель.
- 29 марта — Алексей Немков (52) — Герой Советского Союза.

## Апрель
- 2 апреля — Михаил Силантьев (64) — Герой Советского Союза.
- 3 апреля — Богдан Киракосян (59) — заслуженный архитектор Аджарской АССР.
- 4 апреля — Йосеф Бреслави (76) — один из первых географов и краеведов Эрец-Исраэль.
- 4 апреля — Евгений Гросс (74) — советский физик-экспериментатор.
- 7 апреля — Иван Гросул (52) — майор Советской Армии, участник Великой Отечественной войны, Герой Советского Союза.
- 7 апреля — Ефрем II (75) — епископ Грузинской православной церкви, Католикос-Патриарх всея Грузии.
- 7 апреля — Феодосий Корженевич (72) — советский военачальник, генерал-лейтенант.
- 7 апреля — Николай Королёв (65) — Герой Советского Союза.
- 9 апреля — Йозеф Вайс (66) — австрийско-британский химик.
- 9 апреля — Александр Шилков (56) — Герой Советского Союза.
- 10 апреля — Семён Молодцов (67) — советский военный деятель, генерал-майор, участник боёв на КВЖД и Великой Отечественной войны.
- 12 апреля — Том Айрдейл (92) — орнитолог и малаколог английского происхождения.
- 12 апреля — Шмуэль Шапиро (59) — участник Великой Отечественной войны, Полный кавалер ордена Славы.
- 13 апреля — Борис Курчатов (66) — советский радиохимик.
- 15 апреля — Орест Кандат (64) — советский джазовый музыкант (банджист, альт-саксофонист, кларнетист), аранжировщик, бэнд-лидер.
- 16 апреля — Ясунари Кавабата (72) — японский писатель, офицер французского ордена искусств и литературы (1960), лауреат Нобелевской премии по литературе (1968).
- 17 апреля — Алексей Геровский (88) — карпаторусский общественный и политический деятель, юрист, публицист, писатель.
- 17 апреля — Кейсар Кашиева (78) — азербайджанская художница. Первая азербайджанка, получившая образование художника.
- 18 апреля — Цахай Макаев — Герой Советского Союза.
- 19 апреля — Тимофей Ломтев (65) — лингвист, доктор филологических наук.
- 19 апреля — Александр Пен (66) — израильский поэт.
- 20 апреля — Аркадий Богородский (48) — заслуженный лётчик-испытатель СССР.
- 21 апреля — Даниил Дядицын — капитан Рабоче-крестьянской Красной Армии, участник Великой Отечественной войн, Герой Советского Союза.
- 25 апреля — Джордж Сандерс (65) — британский актёр, обладатель премии «Оскар» за «лучшую мужскую роль второго плана» (1950).
- 27 апреля — Степан Федоренко (64) — Герой Советского Союза.
- 27 апреля — Иван Цюрупа (66) — советский мостостроитель, Герой Социалистического Труда.
- 29 апреля — Сергей Карандашев (68) — советский деятель ВМФ, генерал-майор береговой службы.
- 29 апреля — Василий Половинкин (48) — Герой Советского Союза.
- 29 апреля — Пётр Сидоров — Герой Советского Союза.
- 30 апреля — Паскаль Бубириза (39) — бурундийский политический и государственный деятель.

## Май
- 2 мая — Джон Эдгар Гувер (77) — американский государственный деятель, директор (1924—1972) Бюро расследований, переименованного при нём в ФБР.
- 2 мая — Дмитрий Кара-Дмитриев (84) — русский советский актёр театра, кино и эстрады.
- 4 мая — Метхи Алиев (64) — советский и азербайджанский физик.
- 5 мая — Роже Куртуа (59) — французский футболист.
- 5 мая — Мартирос Сарьян (92) — армянский советский живописец-пейзажист, график и театральный художник.
- 6 мая — Виктор Драгунский (58) — советский актёр и писатель-прозаик, автор популярных рассказов для детей.
- 6 мая — Василий Ерошенко (64) — командир ряда кораблей Черноморского флота.
- 8 мая — Николай Романов (65) — советский узбекский учëный, математик, доктор физико-математических наук.
- 9 мая — Ирина Вульф (65) — советская актриса.
- 9 мая — Михаил Кононов (66) — подполковник Советской Армии, участник Великой Отечественной войны, Герой Советского Союза.
- 9 мая — Алексей Петров (61) — советский математик и физик-теоретик.
- 9 мая — Александр Рыбаков (53) — участник Великой Отечественной войны, Герой Советского Союза.
- 9 мая — Фёдор Шунеев (65) — участник Великой Отечественной войны, Герой Советского Союза.
- 9 мая — Николай Яковлев (73) — советский военачальник, Маршал артиллерии.
- 12 мая — Аркадий Пластов (79) — советский живописец.
- 14 мая — Ромас Каланта (19) — диссидент. Стал известен после совершённого им акта самосожжения.
- 14 мая — Александр Корнейчук (67) — украинский советский писатель и политический деятель, академик АН СССР (1943).
- 15 мая — Николай Алексеев (98) — российский революционный деятель.
- 17 мая — Александр Пригара (60) — Герой Советского Союза.
- 17 мая — Михаил Черкасов (73) — руководитель Ленинградского областного управления гидрометеорологической службы.
- 18 мая — Сагалбай Жанбаев (68) — советский политический деятель, 1-й секретарь Кзыл-Ординского областного комитета КП Казахстана (1954).
- 18 мая — Андрей Морозов (70) — советский художник.
- 18 мая — Виктор Чистяков (28) — советский актёр и пародист.
- 19 мая — Михаил Колчанов (48) — Герой Советского Союза.
- 24 мая — Александр Трынин (59) — Герой Советского Союза.
- 25 мая — Рудольф Дрейкурс (75) — австро-американский психолог и педагог.
- 25 мая — Всеволод Савич (87) — российский и советский лихенолог, заслуженный деятель науки РСФСР.
- 28 мая — Эдуард VIII (77) — король Великобритании и Ирландии, император Индии в январе — декабре 1936 года.
- 29 мая — Степан Тимошенко (93) — русский учёный в области механики.
- 31 мая — Виктор Стрельцов (62) — Герой Советского Союза.

## Июнь
- 1 июня — Рустам Исмаилов (63) — Президент АН Азербайджанской ССР в 1967—1970 гг., доктор технических наук, академик АН Азербайджана, заслуженный научный деятель Азербайджанской ССР.
- 2 июня — Павел Ключина (57) — украинский советский поэт, прозаик, журналист, педагог.
- 4 июня — Константин Шаховской (66) — священномученик Русский православной церкви.
- 4 июня — Кларенс Ветцель[англ.] (73), американский политик, депутат Палаты представителей штата Огайо[англ.].
- 6 июня — Варвара Адрианова-Перетц (84) — учёный литературовед в области исследования древнерусской сатиры, фольклора, поэзии, религиозных преданий.
- 8 июня — Анисим Асташкин (58) — Полный кавалер ордена Славы.
- 8 июня — Александр Быков (51) — Полный кавалер ордена Славы.
- 8 июня — Альфред Фидеркевич — активист рабочего движения.
- 10 июня — Николай Ермоленко (72) — белорусский советский химик, заслуженный деятель науки БССР, академик АН БССР.
- 10 июня — Прокофий Корниенко — старшина Красной армии, участник Великой Отечественной войны, Герой Советского Союза.
- 10 июня — Милфорд, Эдвард (77) — австралийский генерал-майор.
- 10 июня — Григорий Ступак (50) — участник Великой Отечественной войны, Герой Советского Союза.
- 11 июня — Степан Анисов (62) — участник Великой Отечественной войны, Герой Советского Союза.
- 11 июня — Евгений Бабич (51) — советский хоккеист, заслуженный мастер спорта СССР.
- 12 июня — Людвиг фон Берталанфи (70) — австрийский биолог.
- 12 июня — Шрага Горен — израильский политик, депутат кнессета 1-го созыва.
- 12 июня — Илья Прусс (68) — советский военачальник, генерал-майор инженерных войск.
- 13 июня — Дьёрдь фон Бекеши (73) — американский физик, биофизик и физиолог, автор трудов по биофизике и физиологии слуха.
- 13 июня — Стефания Гогенлоэ (80) — первая жена австрийского дипломата принца Фридриха Франца фон Гогенлоэ-Вальденбург-Шиллингсфюрста.
- 16 июня — Александр Людвиченко (47) — красноармеец, участник Великой Отечественной войны, Герой Советского Союза.
- 16 июня — Александр Рожков (56) — участник Великой Отечественной войны, Герой Советского Союза.
- 17 июня — Иван Скоков (48) — участник Великой Отечественной войны, Герой Советского Союза.
- 18 июня — Анатолий Гутман (50) — участник Великой Отечественной войны, командир взвода 529-го полка 163-й стрелковой дивизии (38-я армия, Воронежский фронт), старший лейтенант, Герой Советского Союза.
- 19 июня — Иван Симаков (52) — участник Великой Отечественной войны, Полный кавалер ордена Славы.
- 20 июня — Николай Старшинов (57) — участник Великой Отечественной войны, Герой Советского Союза.
- 23 июня — Григорий Тикунов (56) — участник Великой Отечественной войны, Герой Советского Союза.
- 23 июня — Акакий Хорава (77) — грузинский советский актёр и педагог.
- 23 июня — Пётр Юрченко (71) — советский, украинский архитектор и архитектурный критик, кандидат архитектуры.
- 24 июня — Семён Калабалин (68) — один из наиболее известных воспитанников, затем сподвижник и продолжатель дела А. С. Макаренко.
- 28 июня — Михаил Геращенко (65) — участник Великой Отечественной войны, Герой Советского Союза.
- 29 июня — Николай Михайлов (75) — советский военачальник, генерал-майор танковых войск.
- 30 июня — Ашот Иоаннисян (85) — армянский революционер и советский политический деятель, историк.
- 30 июня — Василий Клюев (49) — участник Великой Отечественной войны, Герой Советского Союза.
- 30 июня — Юрий Линник (57) — советский математик в области теории вероятностей, теории чисел, статистики.

## Июль
- 2 июля — Павел Головачёв (55) — советский лётчик-ас, участник Великой Отечественной войны, дважды Герой Советского Союза.
- 2 июля — Иван Кабанов (74) — советский политический деятель, министр внешней торговли СССР (1953—1958).
- 3 июля — Вадим Синявский (65) — советский журналист, радиокомментатор, основоположник советской школы спортивного радиорепортажа.
- 10 июля — Фрэнсис Гэйли (90) — австралийский пловец.
- 11 июля — Фёдор Плотников (63) — Герой Советского Союза.
- 13 июля — Иван Дворжецкий (69) — Герой Социалистического Труда.
- 13 июля — Панкратий (Кашперук) — епископ Русской православной церкви, архиепископ Волынский и Ровенский.
- 14 июля — Олави Вирта (57) — финский певец, композитор и киноактёр, исполнитель танго и джаза в Финляндии.
- 14 июля — Лука Мерешко (57) — Герой Советского Союза.
- 14 июля — Иосиф Павленко (50) — Герой Советского Союза.
- 15 июля — Иван Аниканов (60) — советский государственный и партийный деятель, секретарь ЦК КП Молдавии.
- 15 июля — Михаил Белоскурский (69) — советский военачальник, генерал-майор.
- 15 июля — Алексей Полевой (51) — советский актёр.
- 16 июля — Анатолий Мерзлов (18) — механизатор совхоза имени Чапаева Михайловского района Рязанской области. Погиб при спасении урожая и сельскохозяйственной техники.
- 19 июля — Генрих Скуя (79) — русский латвийский и шведский ботаник, альголог. Доктор биологических наук.
- 21 июля — Шакир Гатиатуллин (55) — Герой Советского Союза.
- 21 июля — Давид Яновер (67) — деятель советского кинематографа, актёр, организатор кинопроизводства.
- 25 июля — Пётр Грецкий (68) — полковник Советской Армии, участник Великой Отечественной войны, Герой Советского Союза.
- 25 июля — Леонид Енгибаров (37) — советский артист цирка, клоун-мим.
- 27 июля — Рихард Куденхове-Калерги (77) — австрийский философ, писатель, политик.
- 28 июля — Семён Мельник (69) — советский математик, основатель научной школы осциллирующих функций, разработчик теории дифференциальных уравнений с отклоняющимся аргументом.
- 29 июля — Григорий Борисенко (70) — полковник Советской Армии, участник Великой Отечественной войны, Герой Советского Союза.
- 30 июля — Евстратий (Подольский) — епископ Русской православной церкви, епископ Сумский и Ахтырский.
- 31 июля — Альфонс Горбах (73) — федеральный канцлер Австрии (1961—1964).
- 31 июля — Антанас Салис (70) — литовский языковед, основатель экспериментальной фонетики в Литве.

## Август
- 5 августа — Михаил Лысенко (65) — советский скульптор, народный художник СССР.
- 7 августа — Пётр Конев (63) — подполковник Советской Армии, участник Великой Отечественной войны, Герой Советского Союза.
- 7 августа — Джои Лэнсинг (43) — американская киноактриса, фотомодель и певица.
- 7 августа — Александр Лесс (62) — писатель, журналист, фотокорреспондент и полярник.
- 7 августа — Христиан Хансен (87) — немецкий военный деятель. Генерал артиллерии.
- 8 августа — Анатолий Дьяконов (65) — участник Великой Отечественной войны, Герой Советского Союза.
- 9 августа — Владимир Жилкин (76) — русский советский поэт. Участник-фронтовик трёх войн. Член Союза писателей СССР.
- 10 августа — Яков Бреус (61) — майор Красной армии, участник советско-финской и Великой Отечественной войн, Герой Советского Союза.
- 11 августа — Уильям Уэбб (85) — австралийский судья, председатель Международного военного трибунала для Дальнего Востока.
- 14 августа — Александр Лейпунский (68) — физик-экспериментатор, академик АН Украинской ССР.
- 14 августа — Борис Терентьев (69) — советский актёр.
- 15 августа — Николай Конышев (55) — Герой Советского Союза.
- 16 августа — Пьер Брассёр (66) — французский актёр, отец актёра Клода Брассёра.
- 17 августа — Александр Вампилов (34) — советский драматург; утонул за день до 35-летия.
- 17 августа — Николай Куликов (51) — Герой Советского Союза.
- 20 августа — Ефим Дорош (63) — русский советский писатель, автор очерков о деревенской жизни.
- 21 августа — Николай Перфильев (50) — участник Великой Отечественной войны, Герой Советского Союза.
- 21 августа — Шамсутдин Рафиков (67) — Полный кавалер ордена Славы.
- 23 августа — Балис Дварионас (68) — литовский композитор, дирижёр, пианист, музыкальный педагог.
- 23 августа — Артур Расселл — британский легкоатлет, чемпион летних Олимпийских игр 1908.
- 24 августа — Люсьен Ребате (68) — французский писатель и журналист.
- 25 августа — Тамаз Мелиава (42) — грузинский сценарист и кинорежиссёр.
- 25 августа — Андрей Топорков (56) — Герой Советского Союза.
- 26 августа — Михаил Морозенко (60) — Герой Советского Союза.
- 27 августа — Георгий Зотин (68) — советский военачальник.
- 29 августа — Лале Андерсен (67) — немецкая певица.

## Сентябрь
- 2 сентября — Михаил Доленко (46) — советский и белорусский тренер по греко-римской борьбе, заслуженный тренер БССР, судья Всесоюзной категории.
- 2 сентября — Иван Юмашев (76) — участник Великой Отечественной войны, Герой Советского Союза.
- 3 сентября — Роман Григорьев (60) — советский режиссёр документального кино.
- 3 сентября — Нина Манучарян (87) — армянская советская актриса.
- 5 сентября — Виктор Ивченко (59) — советский кинорежиссёр, сценарист.
- 5 сентября — Иван Кошелев — участник Великой Отечественной войны, Герой Советского Союза.
- 6 сентября — Теодор Залькалнс (95) — первый латвийский, русский и советский скульптор.
- 6 сентября — Марк Славин (18) — советский, затем израильский спортсмен, убитый в ходе теракта на мюнхенской Олимпиаде 1972 года.
- 6 сентября — Константин Шевченко (57) — Полный кавалер ордена Славы.
- 8 сентября — Семен Васильев (58) — Полный кавалер ордена Славы.
- 8 сентября — Фёдор Скляров (61) — советский шахматист, кандидат в мастера.
- 9 сентября — Тимофей Макаренко (70) — участник Великой Отечественной войны, Герой Советского Союза.
- 10 сентября — Евель Белявин (52) — участник Великой Отечественной войны, Герой Советского Союза.
- 12 сентября — Виктор Измадинов (52) — участник Великой Отечественной войны, Герой Советского Союза.
- 12 сентября — Василий Полежаев (63) — советский хозяйственный деятель, инженер, метростроевец.
- 14 сентября — Виктор Михайлович Колпаков (68) — советский актёр.
- 16 сентября — Иван Никитин (80) — участник Великой Отечественной войны, Герой Советского Союза.
- 17 сентября — Аким Тамиров (72) — американский актёр армянского происхождения.
- 18 сентября — Вениамин Тучинский — еврейский литературный критик.
- 20 сентября — Евгений Катаев (58) — советский политический деятель, председатель Президиума Верховного Совета Коми АССР (1963—1972).
- 21 сентября — Анри Монтерлан (77) — французский писатель.
- 22 сентября — Борис Ливанов (68) — советский актёр и режиссёр.
- 24 сентября — Адриан Фоккер (85) — нидерландский физик.
- 25 сентября — Клавдия Еланская (74) — советская актриса.
- 25 сентября — Вадим Рокитянский (62) — советский врач, травматолог-ортопед, доктор медицинских наук.
- 25 сентября — Николай Турченко (51) — Герой Советского Союза.
- 26 сентября — Тимофей Обухов (55) — Герой Советского Союза.
- 27 сентября — Николай Потеев (53) — советский офицер, танкист, Герой Советского Союза.
- 28 сентября — Михаил Гонда (43) — советский металлург, Герой Социалистического Труда.
- 29 сентября — Андрей Киприанов (76) — советский химик, академик Академии наук УССР.
- 30 сентября — Аведикт Мазлумов (75) — советский биолог, селекционер сахарной свёклы.

## Октябрь
- 2 октября — Карл Зильбербауэр (61) — австрийский обершарфюрер, в 1944 году арестовавший Анну Франк и её семью.
- 4 октября — Владимир Самсонов (55) — участник Великой Отечественной войны, Герой Советского Союза.
- 5 октября — Иван Ефремов (64) — русский советский писатель-фантаст, учёный-палеонтолог, создатель тафономии.
- 5 октября — Цви Цельман (60) — еврейский поэт.
- 7 октября — Василий Азаров (58) — участник Великой Отечественной войны, Герой Советского Союза.
- 7 октября — Франц Кучеров (65) — участник Великой Отечественной войны, Герой Советского Союза.
- 7 октября — Анатолий Маренич (67) — советский артист оперетты.
- 8 октября — Михаил Слонимский (75) — русский советский писатель.
- 9 октября — Вольдемар Скайстлаукс (80) — офицер русской, советской, латвийской и немецкой армии.
- 10 октября — Степан Давиденко (60) — участник Великой Отечественной войны, Герой Советского Союза.
- 11 октября — Василий Пустовойт (86) — заведующий отделом селекции и семеноводства и лабораторией селекции подсолнечника Всесоюзного научно-исследовательского института масличных культур.
- 12 октября — Полина Каганова (61) — советская поэтесса, автор детских, лирических и стихов на военную тематику.
- 13 октября — Герман Лаптев (63) — советский математик, доктор физико-математических наук.
- 14 октября — Поликарп Какабадзе (67) — советский актёр.
- 17 октября — Андрей Василевский (77) — грузинский советский драматург.
- 17 октября — Борис Тихонов (50) — участник Великой Отечественной войны, Герой Советского Союза.
- 18 октября — Павел Зубенко (51) — старший лейтенант Советской Армии, участник Великой Отечественной войны, Герой Советского Союза.
- 18 октября — Кирилл Чернов (65) — советский военный деятель, генерал-майор артиллерии. Герой Советского Союза.
- 19 октября — Елена Висюлина (74) — украинский советский ботаник.
- 19 октября — Фатьма Мухтарова (79) — оперная певица.
- 21 октября — Акоп Маркосян (68) — советский физиолог, директор Научно-исследовательского института физиологии детей и подростков АПН СССР.
- 21 октября — Иван Юмашев (77) — военно-морской деятель, командующий Черноморским, Тихоокеанским флотами, военно-морской министр, адмирал, Герой Советского Союза.
- 24 октября — Георгий Хнкоян (54) — советский режиссёр и кинооператор.
- 25 октября — Афанасий Черняк (73) — участник Великой Отечественной войны, Герой Советского Союза.
- 26 октября — Игорь Сикорский (83) — американский учёный-авиаконструктор русского происхождения.
- 28 октября — Аллаберды Агалиев — участник Великой Отечественной войны, стрелок 267-го гвардейского стрелкового полка 89-й гвардейской стрелковой дивизии 5-й ударной армии 1-го Белорусского фронта, Герой Советского Союза.
- 29 октября — Василий Шишигин (54) — участник Великой Отечественной войны, Герой Советского Союза.

## Ноябрь
- 2 ноября — Александр Бек (69) — русский писатель, прозаик.
- 4 ноября — Пётр Шафранов (71) — участник Великой Отечественной войны, Герой Советского Союза.
- 5 ноября — Яков Котельников (50) — участник Великой Отечественной войны, Герой Советского Союза.
- 5 ноября — Антон Шмыгельский (71) — украинский советский поэт и писатель.
- 7 ноября — Дмитрий Жеребилов (52) — старшина Красной армии, участник Великой Отечественной войны, Герой Советского Союза.
- 7 ноября — Иван Песков (50) — участник Великой Отечественной войны, Герой Советского Союза.
- 8 ноября — Ольга Пыжова (78) — советская актриса театра и кино, педагог, режиссёр.
- 10 ноября — Ольга Жизнева (73) — советская актриса.
- 10 ноября — Николай Рубцов (47) — участник Великой Отечественной войны, Герой Советского Союза.
- 11 ноября — Вера Инбер (82) — русская советская поэтесса и прозаик.
- 12 ноября — Афанасий Коробейников — старший сержант Красной армии, участник Великой Отечественной войны, Герой Советского Союза.
- 12 ноября — Евгений Фокин (63) — советский футболист, футбольный тренер, заслуженный мастер спорта.
- 14 ноября — Пётр Ванцин (54) — майор Советской Армии, участник Великой Отечественной войны, Герой Советского Союза.
- 14 ноября — Алексей Леонов (70) — советский военачальник, маршал войск связи.
- 17 ноября — Томас Кинкейд (84) — американский адмирал периода Второй мировой войны.
- 17 ноября — Александр Ярославцев (63) — Герой Советского Союза.
- 18 ноября — Фёдор Росляков (54) — советский радиоспортсмен.
- 18 ноября — Андрей Стученко (68) — советский военачальник, генерал армии.
- 19 ноября — Семён Задионченко (74) — советский политический деятель, 1-й секретарь Кемеровского областного комитета ВКП(б) (1943—1946).
- 20 ноября — Борис Малкин (64) — белорусский советский театральный художник, график.
- 21 ноября — Александр Кирьянов (52) — Полный кавалер Ордена Славы.
- 22 ноября — Василий Александровский (73) — Герой Советского Союза.
- 22 ноября — Михаил Нагорный (54) — Герой Советского Союза.
- 23 ноября — Николай Богданов (65) — советский государственный и партийный деятель, начальник Управления МВД по Московской области (1948—1952), генерал-лейтенант.
- 24 ноября — Сергей Пештич (58) — советский историк, историограф.
- 25 ноября — Александр Разумный (81) — советский кинорежиссёр.
- 27 ноября — Ярослав Смеляков (59) — русский советский поэт, критик, переводчик.
- 30 ноября — Кирилл Заклёпа (66) — Герой Советского Союза.
- 30 ноября — Биньямин Идельсон (61) — израильский архитектор.
- 30 ноября — Валентин Ковалёв (58) — Герой Советского Союза.

## Декабрь
- 1 декабря — Ип Ман — мастер китайских боевых искусств, представитель стиля Вин-Чунь.
- 2 декабря — Этторе Бастико (96) — итальянский военный и государственный деятель, Маршал Италии.
- 4 декабря — Николай Аладов (81) — белорусский советский композитор, педагог.
- 4 декабря — Кадиш Луз (77) — израильский политический деятель.
- 5 декабря — Андрей Головко (75) — советский украинский писатель.
- 6 декабря — Иван Лапенков (60) — капитан Красной армии, участник Великой Отечественной войны, Герой Советского Союза.
- 6 декабря — Сергей Лыхин (58) — участник Великой Отечественной войны, Герой Советского Союза.
- 6 декабря — Александр Палладин (87) — биохимик, Президент Академии наук Украинской ССР.
- 9 декабря — Александр Марьямов (63) — советский кинодраматург, литературовед, писатель.
- 10 декабря — Семён Кирсанов (66) — русский советский поэт.
- 11 декабря — Иван Харланов (64) — Герой Советского Союза.
- 13 декабря — Лесли Хартли (76) — английский писатель.
- 15 декабря — Василий Авраменко (59) — Герой Советского Союза.
- 15 декабря — Александр Овёснов (59) — советский ботаник, доктор биологических наук.
- 16 декабря — Фёдор Спахов (50) — Герой Советского Союза.
- 18 декабря — Исаак Кауфман — советский книговед.
- 23 декабря — Николай Галибин (53) — Герой Советского Союза
- 23 декабря — Андрей Туполев (84) — советский авиаконструктор, «пионер» советского самолётостроения.
- 24 декабря — Сергей Тюриков (62) — Герой Советского Союза.
- 26 декабря — Соня Грин (89) — американская писательница и издатель.
- 26 декабря — Сергей Лаптев (66) — Герой Советского Союза.
- 26 декабря — Гарри Трумэн (88) — 33-й Президент США.
- 26 декабря — Александр Сизов (59) — председатель Ленинградского горисполкома, Герой Социалистического Труда.
- 28 декабря — Вадим Бероев (35) — советский актёр театра и кино, дед актёра Егора Бероева.
- 29 декабря — Бен Цион Гольдберг (78) — еврейский журналист и писатель.
- 30 декабря — Александр Матвеев (57) — участник Великой Отечественной войны, Герой Советского Союза.
- 30 декабря — Сватоплук Т. (72) — чешский прозаик, детский писатель, художник.
- 31 декабря — Андрей Белозерский (67) — советский биолог, биохимик, один из основоположников молекулярной биологии в СССР.